# Rictrude de Marchiennes
Sainte Rictrude de Marchiennes, ou sainte Rictrude (en latin: Richtrudis, Rictrudis ou Rictruda), est une sainte, épouse de saint Adalbert et mère de quatre saints. Elle fonde en 643 un monastère de moniales près du monastère d'hommes de Marchiennes. Elle devient par la suite abbesse de ce monastère double, peut-être à la suite de Jonas de Bobbio. Elle s'endort dans la paix en 688. Elle est fêtée le 12 mai.
Née princesse en Périgord vers 613, elle épouse Adalbert Ier d'Ostrevent. Leurs quatre enfants sont vénérés comme saints : saint Maurant, sainte Eusébie, sainte Clodoswinthe et sainte Adalsinde. Devenue veuve par l’assassinat de son mari en Gascogne en 652, elle résiste aux pressions royales en faveur d’un second mariage. Au cours d’un banquet à Boiry, aujourd'hui Boiry-Sainte-Rictrude (Pas-de-Calais), elle annonce son intention de devenir moniale à Marchiennes. Elle prend le voile avec ses trois filles.
Une Vie de sainte Rictrude a été écrite par Hucbald de Saint-Amand, sans doute à la demande des religieuses de Marchiennes, et achevée en 907 ; elle a sans doute eu pour modèle la Vie de saint Amand, écrite par Milon, maître d'Hucbald à Saint-Amand.

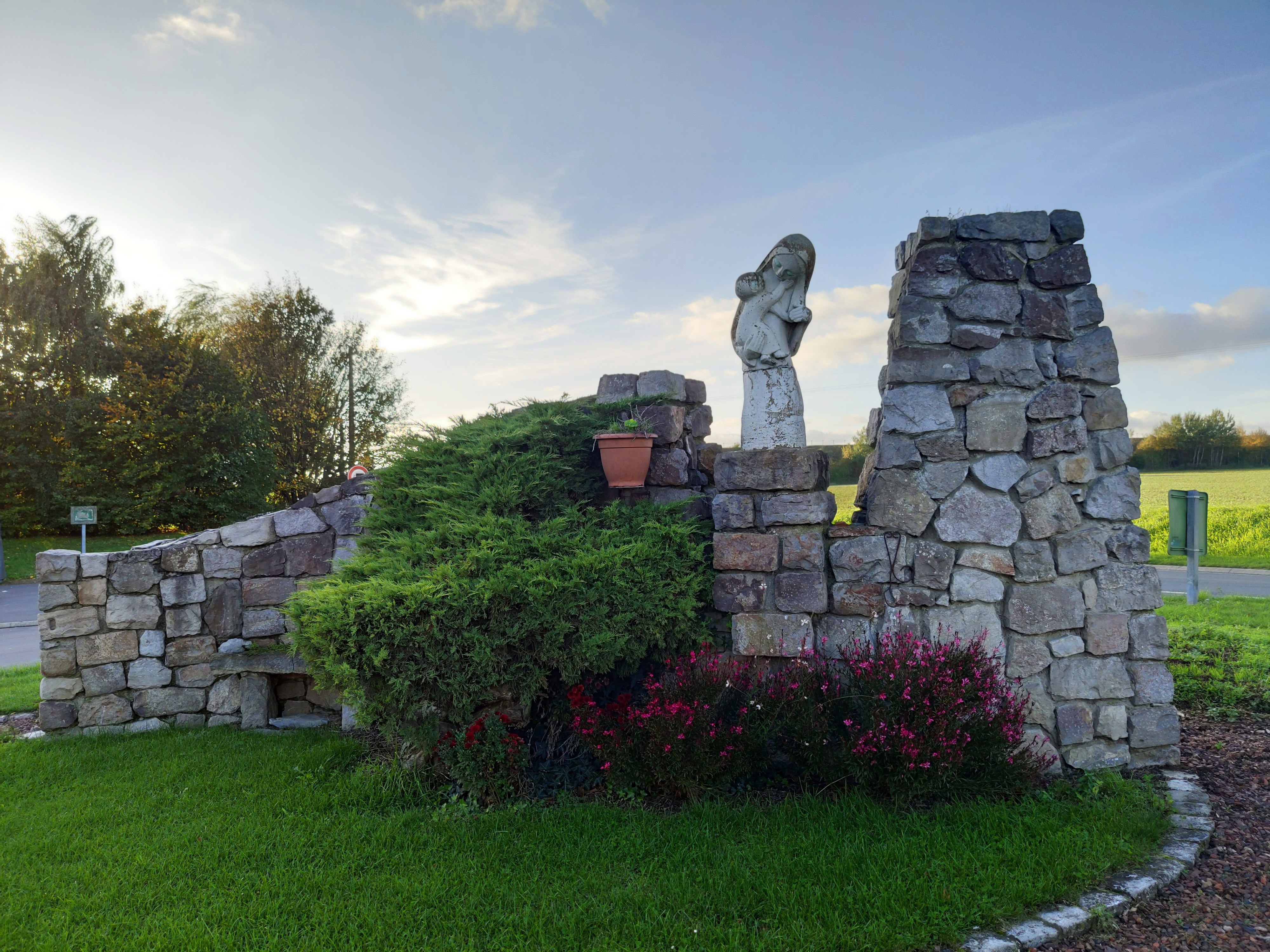
Monument à Sainte Rictude à Boiry-Sainte-Rictrude.